# Novi Marof
Novi Marof je město v Chorvatsku ve Varaždinské župě. Nachází se asi 11 km jihozápadně od Varaždinu. V roce 2011 žilo v Novém Marofu 1 956 obyvatel, v celé občině pak 13 857 obyvatel.
V blízkosti města prochází dálnice A4. V připadající občině se nacházejí vesnice Bela, Donje Makojišće, Filipići, Gornje Makojišće, Grana, Jelenščak, Kamena Gorica, Ključ, Krč, Madžarevo, Možđenec, Orehovec, Oštrice, Paka, Podevčevo, Podrute, Presečno, Remetinec, Strmec Remetinečki, Sudovec, Topličica a Završje Podbelsko.